# Paris Open 1998 - Qualificazioni singolare
Le qualificazioni del singolare  del Paris Open 1998 sono state un torneo di tennis preliminare per accedere alla fase finale della manifestazione. I vincitori dell'ultimo turno sono entrati di diritto nel tabellone principale. In caso di ritiro di uno o più giocatori aventi diritto a questi sono subentrati i lucky loser, ossia i giocatori che hanno perso nell'ultimo turno ma che avevano una classifica più alta rispetto agli altri partecipanti che avevano comunque perso nel turno finale.
Le qualificazioni del torneo Paris Open 1998 prevedevano 24 partecipanti di cui 6 sono entrati nel tabellone principale.

## Teste di serie
1. Marc Rosset (Qualificato)
2. Andrew Ilie (primo turno)
3. Gianluca Pozzi (Qualificato)
4. Todd Woodbridge (Qualificato)
5. Martin Damm (primo turno)
6. Sjeng Schalken (primo turno)

1. Stéphane Huet (primo turno)
2. Arnaud Clément (primo turno)
3. David Prinosil (ultimo turno)
4. Wayne Black (ultimo turno)
5. Kenneth Carlsen (primo turno)
6. Paul Haarhuis (Qualificato)

## Qualificati
1. Marc Rosset
2. Paul Haarhuis
3. Gianluca Pozzi

1. Todd Woodbridge
2. Arnaud Clément
3. Ján Krošlák

## Tabellone

### Legenda
| - Q = Qualificato - WC = Wild card - LL = Lucky loser | - ALT = Alternate - SE = Special Exempt - PR = Protected Ranking | - w/o = Walkover - r = Ritirato - d = Squalificato |

### Sezione 1
|  | Primo turno | Primo turno     | Primo turno     | Primo turno | Primo turno |  |  | Ultimo turno | Ultimo turno  | Ultimo turno | Ultimo turno | Ultimo turno |  |
|  |             |                 |                 |             |             |  |  |              |               |              |              |              |  |
|  | 1           | Marc Rosset     | Marc Rosset     | 7           | 6           |  |  |              |               |              |              |              |  |
|  |             | Javier Sánchez  | Javier Sánchez  | 5           | 3           |  |  | 1            | Marc Rosset   | 6            | 4            | 6            |  |
|  |             | Antony Dupuis   | Antony Dupuis   | 6           | 6           |  |  |              | Antony Dupuis | 2            | 6            | 2            |  |
|  | 11          | Kenneth Carlsen | Kenneth Carlsen | 1           | 2           |  |  |              |               |              |              |              |  |

### Sezione 2
|  | Primo turno | Primo turno   | Primo turno | Primo turno | Primo turno |  |  | Ultimo turno | Ultimo turno  | Ultimo turno  | Ultimo turno | Ultimo turno |  |
|  |             |               |             |             |             |  |  |              |               |               |              |              |  |
|  |             | Geoff Grant   | 7           | 5           | 6           |  |  |              |               |               |              |              |  |
|  | 2           | Andrew Ilie   | 6           | 7           | 3           |  |  |              | Geoff Grant   | Geoff Grant   | 3            | 2            |  |
|  | 12          | Paul Haarhuis | 2           | 6           | 6           |  |  | 12           | Paul Haarhuis | Paul Haarhuis | 6            | 6            |  |
|  |             | Lionel Roux   | 6           | 1           | 1           |  |  |              |               |               |              |              |  |

### Sezione 3
|  | Primo turno | Primo turno          | Primo turno          | Primo turno | Primo turno |  |  | Ultimo turno | Ultimo turno   | Ultimo turno   | Ultimo turno | Ultimo turno |  |
|  |             |                      |                      |             |             |  |  |              |                |                |              |              |  |
|  | 3           | Gianluca Pozzi       | Gianluca Pozzi       | 7           | 6           |  |  |              |                |                |              |              |  |
|  |             | Marco Meneschincheri | Marco Meneschincheri | 6           | 3           |  |  | 3            | Gianluca Pozzi | Gianluca Pozzi | 6            | 6            |  |
|  | 10          | Wayne Black          | 6                    | 6           | 6           |  |  | 10           | Wayne Black    | Wayne Black    | 4            | 4            |  |
|  |             | Richey Reneberg      | 3                    | 7           | 3           |  |  |              |                |                |              |              |  |

### Sezione 4
|  | Primo turno | Primo turno     | Primo turno     | Primo turno | Primo turno |  |  | Ultimo turno | Ultimo turno    | Ultimo turno    | Ultimo turno | Ultimo turno |  |
|  |             |                 |                 |             |             |  |  |              |                 |                 |              |              |  |
|  | 4           | Todd Woodbridge | Todd Woodbridge | 6           | 6           |  |  |              |                 |                 |              |              |  |
|  |             | John van Lottum | John van Lottum | 3           | 4           |  |  | 4            | Todd Woodbridge | Todd Woodbridge | 6            | 6            |  |
|  | 9           | David Prinosil  | David Prinosil  | 6           | 6           |  |  | 9            | David Prinosil  | David Prinosil  | 3            | 2            |  |
|  |             | Gérard Solvès   | Gérard Solvès   | 2           | 3           |  |  |              |                 |                 |              |              |  |

### Sezione 5
|  | Primo turno | Primo turno    | Primo turno    | Primo turno | Primo turno |  |  | Ultimo turno   | Ultimo turno   | Ultimo turno   | Ultimo turno | Ultimo turno |  |
|  |             |                |                |             |             |  |  |                |                |                |              |              |  |
|  |             | Daniel Nestor  | 6              | 7           | 6           |  |  |                |                |                |              |              |  |
|  | 5           | Martin Damm    | 7              | 6           | 1           |  |  | Daniel Nestor  | Daniel Nestor  | Daniel Nestor  | 5            | 1            |  |
|  |             | Arnaud Clément | Arnaud Clément | 6           | 6           |  |  | Arnaud Clément | Arnaud Clément | Arnaud Clément | 7            | 6            |  |
|  | 8           | Jeff Tarango   | Jeff Tarango   | 3           | 2           |  |  |                |                |                |              |              |  |

### Sezione 6
|  | Primo turno | Primo turno    | Primo turno   | Primo turno | Primo turno |  |  | Ultimo turno  | Ultimo turno  | Ultimo turno | Ultimo turno | Ultimo turno |  |
|  |             |                |               |             |             |  |  |               |               |              |              |              |  |
|  |             | Ján Krošlák    | 4             | 6           | 6           |  |  |               |               |              |              |              |  |
|  | 6           | Sjeng Schalken | 6             | 3           | 3           |  |  | Ján Krošlák   | Ján Krošlák   | 6            | 6            | 7            |  |
|  |             | Stéphane Huet  | Stéphane Huet | 6           | 6           |  |  | Stéphane Huet | Stéphane Huet | 7            | 4            | 5            |  |
|  | 7           | Andrei Pavel   | Andrei Pavel  | 4           | 3           |  |  |               |               |              |              |              |  |